# История почты и почтовых марок Уругвая
История почты и почтовых марок Уругвая описывает развитие почтовой связи в Уругвае, независимом государстве в юго-восточной части Южной Америки со столицей в Монтевидео. Уругвай числится в рядах Всемирного почтового союза (ВПС; с 1879), а почтовые услуги в стране осуществляет Национальная почтовая администрация Уругвая.

## Развитие почты

### Испанское владычество
В 1724 году Испания решила создать поселение на восточном берегу устья Рио-де-ла-Плата с целью противодействия Португалии, которая действовала вразрез с Тордесильясским договором. В результате испанцы основали напротив Буэнос-Айреса ещё одну колонию, известную как Колония-де-Сакраменто. Строительство в этой колонии нового города, получившего название Сан-Фелипе-и-Сантьяго-де-Монтевидео, завершилось в конце 1726 года.
В XVIII веке Монтевидео и Буэнос-Айрес были практически изолированы от других испанских колоний в Америке. Королевские пакетботы из Ла-Коруньи (Испания) один раз в три месяца доставляли сюда заморскую почту вдоль маршрута через Гавану в Монтевидео. В начале XVIII века наблюдалось также налаживание почтовой связи между вице-королевствами Рио-де-ла-Плата и Перу.
Еще в 1748 году губернатор Буэнос-Айреса организовал рейсовое транспортное сообщение между этим городом и деревнями на территории Перу и Чили. Первый пакетбот, «Эль Принсипе» (исп. «El Príncipe»), доставил почту в порт Монтевидео в мае 1767 года. В правилах было указано, что мешки с почтой должны были доставляться в порт Монтевидео, где корреспонденцию для Буэнос-Айреса перегружали на шлюпки. В 1785 году между Буэнос-Айресом и Монтевидео было открыто еженедельное почтовое сообщение. Перевозка почтовых отправлений осуществлялась тремя шлюпками, которые назывались «chasqueras» (лодки), из Буэнос-Айреса до Колония-дель-Сакраменто, откуда почта перевозилась в Монтевидео военными курьерами.
В феврале 1797 года между Монтевидео и Буэнос-Айресом было налажено еженедельное почтовое сообщение с привлечением специальных сотрудников, которые заменили военных курьеров, и с использованием до восьми перевалочных пунктов. Это сообщение продолжало функционировать вплоть до 1810 года, когда борьба за независимость под предводительством Хосе Хервасио Артигаса привела к его прекращению.
Для пересылки корреспонденции на восток этой территории, поездок по маршруту между Монтевидео и крепостью Санта-Тереза в 1798 году были созданы 11 перевалочных пунктов, а в 1799 году было организовано почтовое сообщение, которое связало города Монтевидео, Минас и Серро-Ларго. После первого договора в Сан-Ильдефонсо, подписанного в 1777 году, Испания осуществляла управление в южной части Уругвая, в то время как север оставался португальским. Эта ситуация ненадолго изменилась в 1807 году после захвата Монтевидео британскими войсками.

### Независимость
В 1811 году Уругвай провозгласил свою независимость, но испанцы не оставляли эту территорию вплоть до 1815 года, после провала осады Монтевидео и победы Восточной революции под руководством Артигаса. Однако в следующем году, в ходе португальско-бразильского вторжения, страна была захвачена португальскими войсками, которые контролировали её с 1816 года до 1824 года. В период с 1824 года по 1827 год территория Уругвая находилась под управлением Бразилии. В 1825 году началась борьба за окончательную независимость страны, когда Хуан Антонио Лавальеха возглавил так называемый Крестовый поход за свободу. 25 августа этого же года была провозглашена независимость страны, которая фактически наступила в 1830 году с принятием Конституции и назначением Фруктуосо Риверы первым конституционным президентом. На протяжении всего этого периода практически отсутствовали изменения в почтовой службе, реорганизация которой началась в 1827 году, когда генералом Лавальехой в качестве директора почты был назначен Луис де ла Робла. 11 января 1828 года были утверждены первые Временные правила почтовой службы, и в июле того же года де ла Робла представил на утверждение правительства первый генеральный почтовый тариф.

### Гражданская война. Правительство Монтевидео
В 1839 году начался период гражданской войны, так называемой Герра Гранде. Она продолжалась до 1851 года, и на протяжении этого времени власть почти повсеместно принадлежала революционерам, при этом в руках государства оставался только город Монтевидео. Эта ситуация очень сильно сказалась на почтовой службе внутри страны, тогда как почтовое сообщение между Монтевидео и заграницей продолжало работать регулярно. В этот период большое значение стала приобретать деятельность Торговой палаты Монтевидео. Это учреждение было основано в 1835 году Хорхе Торнквистом (Jorge Tornquist), и служило сортировочным пунктом для почтовых отправлений последней минуты, принимая коммерческую корреспонденцию после опечатывания официальных мешков с почтовыми отправлениями.
Нестабильная экономическая ситуация, в которой оказалось правительство Монтевидео, привела к переходу в частные руки нескольких доходных отраслей, в том числе почтовой службы. В начале 1846 года под контроль совета директоров закупочной компании перешла почтовая администрация, которая оставалась в его ведении до 1852 года, когда она была возвращена в собственность государства. Одной из первых мер, принятых новым руководством, была организация службы транспортировки почты во внутренние районы страны и из них. Для этой цели почтовым подрядчиком был назначен Атанасио Лапидо, который приступил к учреждению по всей стране перевалочных пунктов. Они начали действовать в мае 1853 года. Организованная почтово-дилижансная компания, с Лапидо во главе, успешно осуществляла почтовое обслуживание.

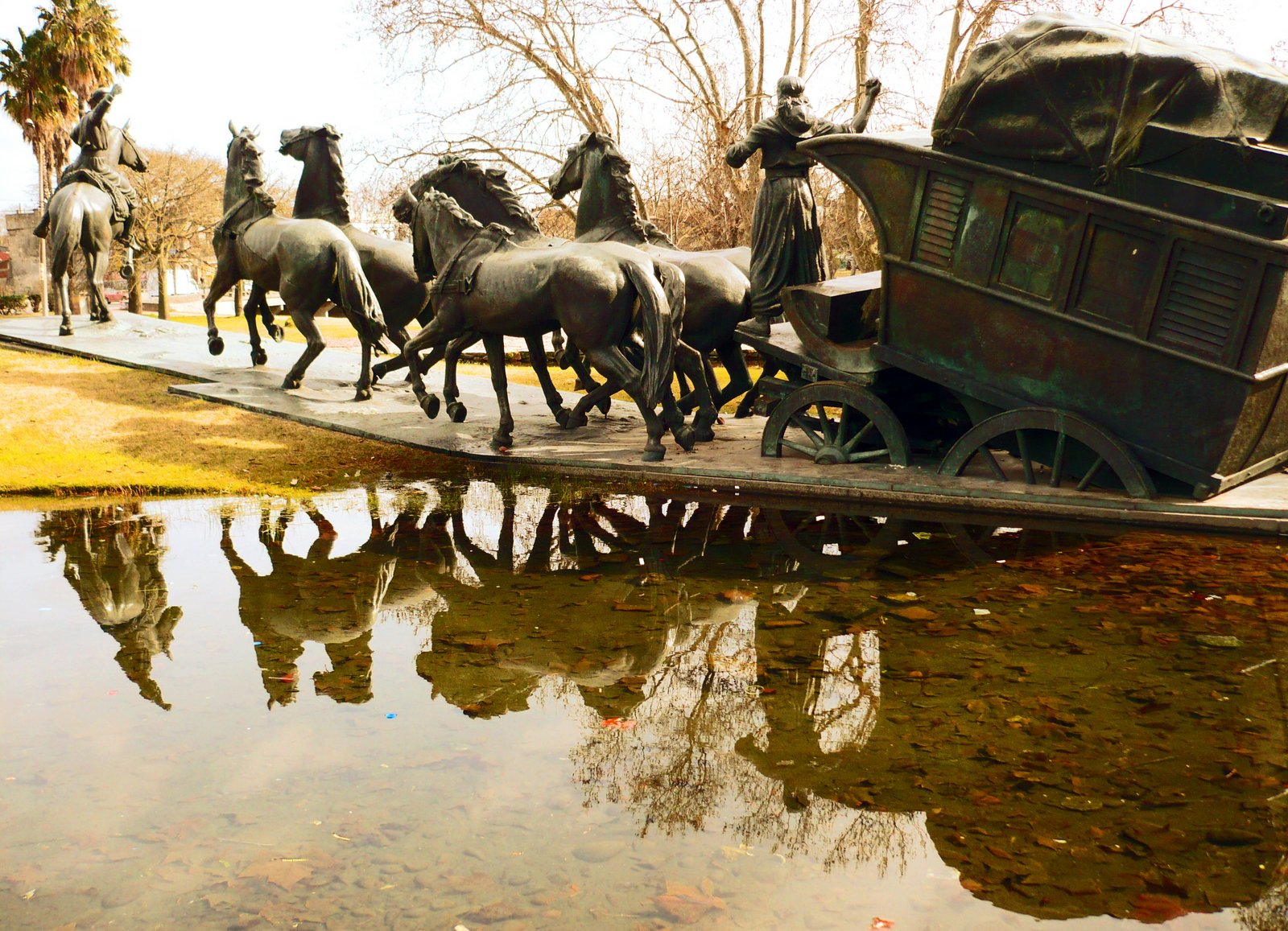
Монумент «Дилижанс», установленный в департаменте Монтевидео

### Дальнейшее развитие

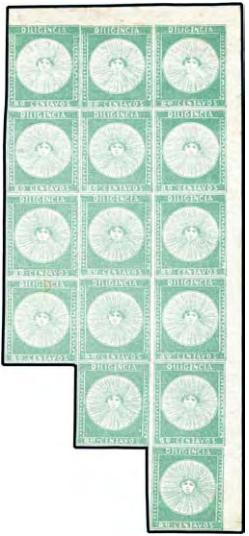
Часть марочного листа «Дилижанс» 1856 года — «Блок Феррера»

В апреле 1856 года генеральный директор почты Мигель Сольсона (Miguel Solsona), ушёл в отставку, и к Атанасио Лапидо также перешла должность директора почты без денежного содержания.
В конце 1857 года Лапидо подал в отставку с поста директора. Его сменил Пруденсио Эчеварьярса (Prudencio Echevarriarza), который продолжил реформы почтового дела.
1 июля 1880 года Уругвай стал одним из членов ВПС, а в 1911 году присоединился к Почтовому союзу американских государств, Испании и Португалии (UPAEP).
За почтовое обслуживание в стране в современных условиях отвечают государственная компания Correo Uruguayo («Уругвайская почта») и Национальная почтовая администрация Уругвая (Administración Nacional de Correos, сокращённо ANC), которая организационно подчинена Регулирующей корпорации услуг связи (сокращённо URSEC).

### Стоячие почтовые ящики
В 1879 году Уругвай ввёз партию из девяти чугунных стоячих почтовых ящиков, изготовленных компанией «Кокрейн и компания» (Cochrane and Co.) из Дадли (Англия). Эти почтовые ящики были шестигранной формы по дизайну, разработанному английским архитектором Джоном Пенфолдом для британского Главного почтового управления, но были отлиты с надписью на испанском языке и с гербом Уругвая вместо надписи на английском языке и королевских регалий, присутствующих на оригинальном почтовом ящике. Часть таких почтовых ящиков уцелела, причём некоторые продолжают выполнять свою почтовую функцию до сих пор.

## Выпуски почтовых марок

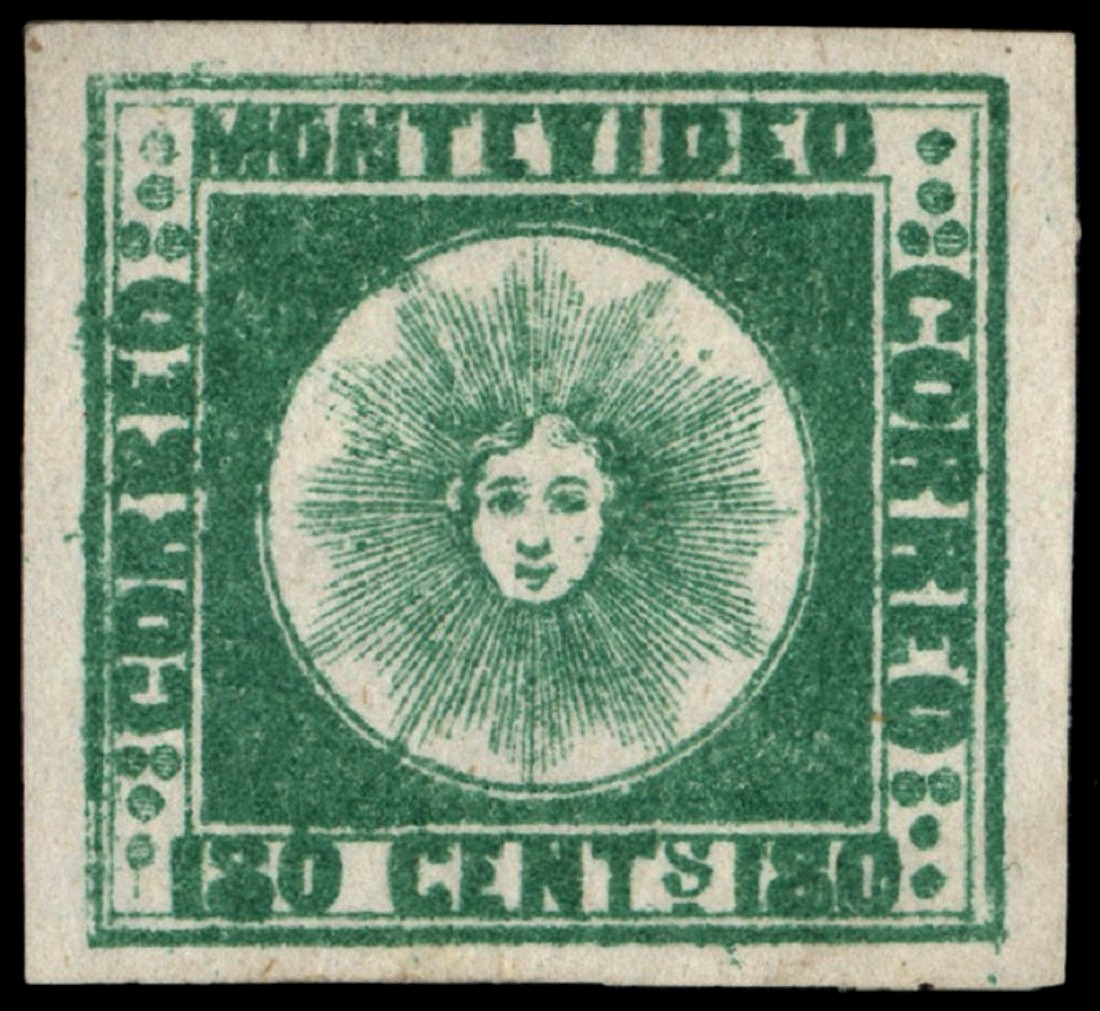
Марка из частного выпуска «Sol de Montevideo» («Солнце Монтевидео»), номиналом в 180 сентесимо (1858)

### Частные выпуски. Первые марки
1 октября 1856 года дилижансная компания Лапидо ввела в обращение так называемую марку «Дилижанс». Выпуск предназначался для оплаты перевозимой дилижансами корреспонденции, исключительно внутри страны. Первая серия марок, включавшая три номинала, имела надпись «Diligencia» («Дилижанс», то есть «[пересылка] дилижансом», — отсюда её филателистическое название), и она поступила в продажу в течение в 1856—1857 годов.
Лапидо остался доволен результатами первых марок «Diligencia» и вскоре заказал изготовление новой серии, «Montevideo» («Монтевидео»), которая была отпечатана в 1858 году. На марках имелись надписи: "Montevideo» («Монтевидео»; отсюда филателистическое название этой серии) и «Correo» («Почта»). Использовались они для франкирования корреспонденции, отправляемой в Аргентинскую Республику. В этой серии также были три номинала. Её стали называть «Soles de Montevideo» («Солнца Монтевидео»), или «Soles Doble Cifra» («Солнца с двойными цифрами»), так как номинал каждой марки был напечатан дважды в нижней части марки.

### Государственные эмиссии

#### Стандартные марки
В конце 1857 года Пруденсио Эчеварьярса внёс в правительство предложение о применении почтовых марок для оплаты пересылки корреспонденции между каждым пунктом в стране. Оно было одобрено и легло в основу приказа Уругвайской почты от 11 июня 1859 года. В статье 1 этого приказа говорилось:
Вся переписка будет франкироваться почтовыми марками, без которых никакие письма не будут доставляться Генеральной почтовой администрацией или любым из её филиалов, единственными местами, где может производиться обмен почтой.
Первая обычная серия марок, эмитированная с одобрения государства, увидела свет 1 июля 1859 года и напоминала второй частный выпуск «Солнце Монтевидео».

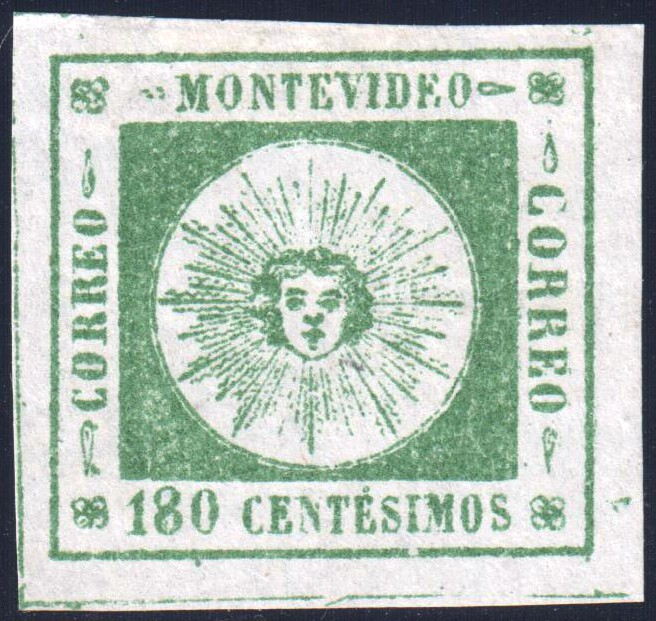
180 сентесимо, 1859 (Sc #11)
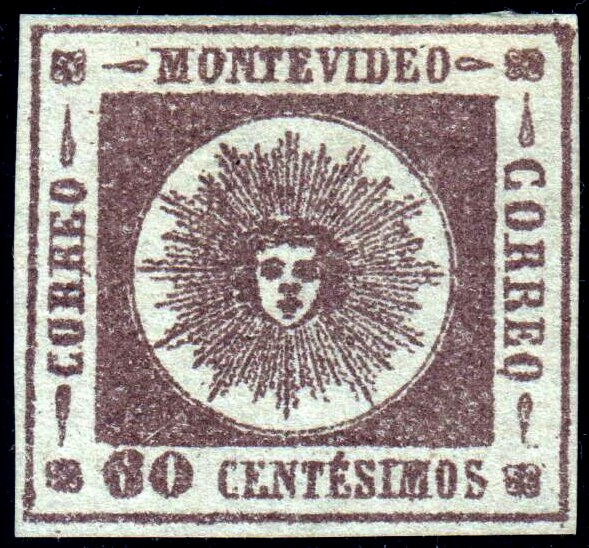
60 сентесимо, 1860

После 1859 года вышло много серий уругвайских стандартных марок. Помимо различных рисунков, менялись почтовые тарифы. Изменения в денежной системе также отразились на почтовых марках, в частности, после введения серебряного песо в 1862 году.

С 1864 года уругвайские марки стали содержать надпись «República Oriental» («Восточная Республика»). В 1866 году на марках появилась надпись «República Oriental del Uruguay», или «Rep. O. del Uruguay» («Восточная Республика Уругвай»), которая сохранялась и в дальнейшем.

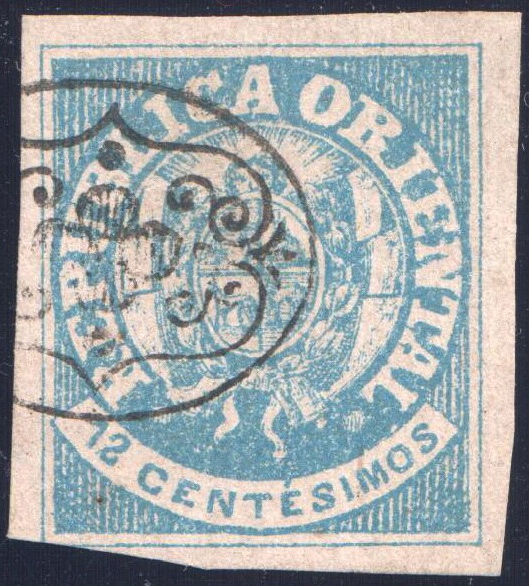
«República Oriental» («Восточная Республика»): 12 сентесимо, гашение немым штемпелем[13] необычной формы[14] из Монтевидео, 1864 (Sc #23d)
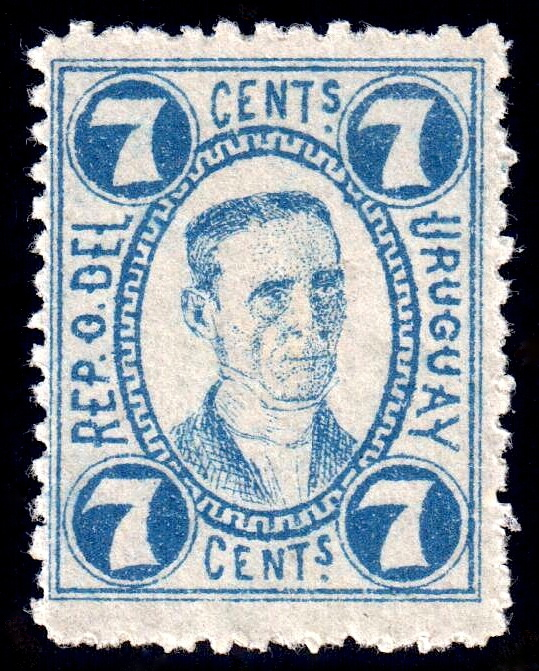
«Rep. O. del Uruguay» («Восточная Республика Уругвай»): 7 сентесимо, с изображением Хоакина Суареса, 1881 (Sc #45)
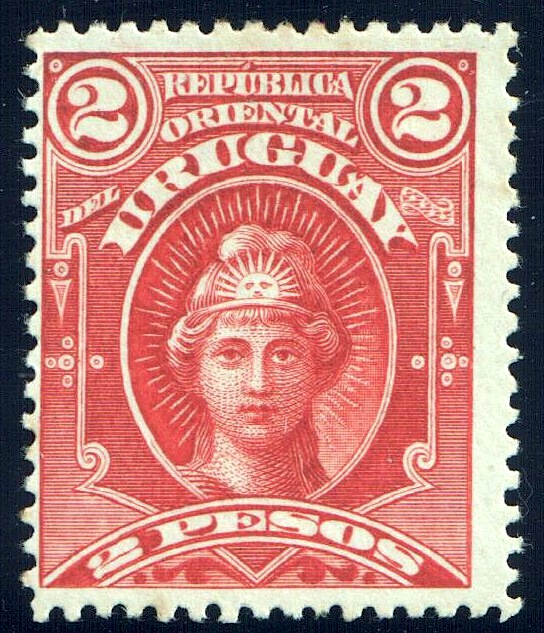
«República Oriental del Uruguay» («Восточная Республика Уругвай»): 2 песо, 1894 (Sc #106)

Впоследствии на марках стали указывать просто «Uruguay» («Уругвай»), а также «Correo» или «Correos» («Почта»).

#### Памятные марки. Тематика
Первые памятные марки Уругвая появились в 1896 году. Поводом для выпуска первой памятной серии из трёх марок стало открытие памятника в Белья Виста (Монтевидео) бывшему президенту Хоакину Суаресу (занимал эту должность в 1843—1852 годах). Марки увидели свет 18 июля 1896 года и были выгравированы фирмой «Ватерлоу и сыновья» в Лондоне.
В последующие годы марки были посвящены самым разнообразным темам, таким как знаменательные события в Уругвае (например, окончание гражданской войны в 1897 году) и юбилеи, аспекты жизни и культуры, известные уругвайцы (государственные деятели, религиозные, литературные и культурные деятели, спортсмены и др.), фауна и флора, произведения искусства, Рождество. Были также отмечены международные события.
В 1924 году Уругвай и Коста-Рика стали первыми странами, которые эмитировали марки в честь предстоящих Олимпийских Игр, помимо страны — непосредственного организатора Олимпиады.
Первые блоки поступили в продажу в 1931 году. Окончание Второй мировой войны было ознаменовано ещё одной памятной маркой. Всего за период 1856—1963 годов было издано 965 стандартных и памятных почтовых марок и десять блоков.
В 1993 году Correo Uruguayo посвятила своим почтовым ящикам конструкции Пенфолда серию почтовых марок номиналом 50 сентимо, 1 и 2,60 песо.
До 2007 года в Уругвае было выпущено более 2200 различных стандартных и памятных марок.

#### Надпечатки
6 сентября 1865 года было объявлено изменение почтовых тарифов, что потребовало выпуска новых марок. До 1866 года почтовые марки изготовлялись в Монтевидео, но в 1865 году уругвайское почтовое ведомство заказало новую серию почтовых марок за границей, в лондонской компании «Маклюр, Макдональд и компания». Серия не поступила в срок, что вызвало необходимость надпечатки на выпуске 1864 года изменённых номиналов в качестве экстренной меры. Так появилась первая серия провизориев Уругвая с надпечаткой текста «Provisorio» («Временно») и указания новых номиналов.
Надпечатки нового номинала на имеющихся запасах почтовых марок для использования в качестве стандартных марок стали применяться чаще из-за проблем с поставкой почтовых марок и ошибок печати, а также в коммеморативных целях. В XIX веке вышло десять выпусков с надпечатками, а в следующем столетии — в два раза больше.

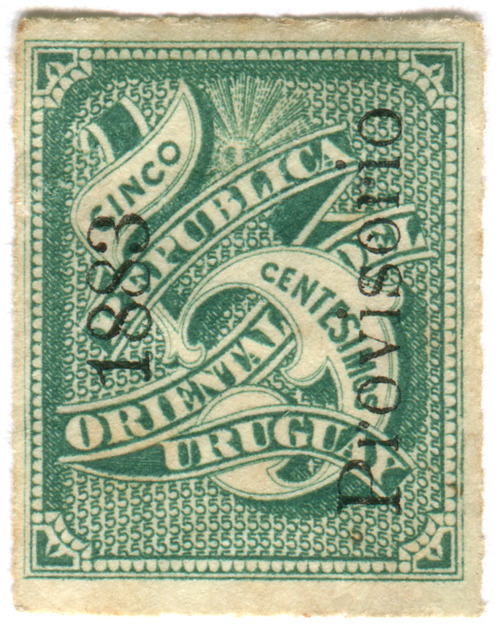
Надпечатка «1883 / Provisorio» на марке 1877 года в 5 сентесимо
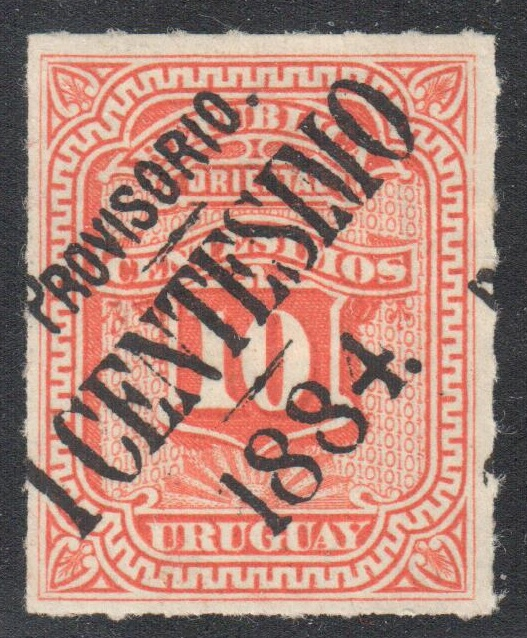
Надпечатка «Provisorio / 1 centesimo / 1884»
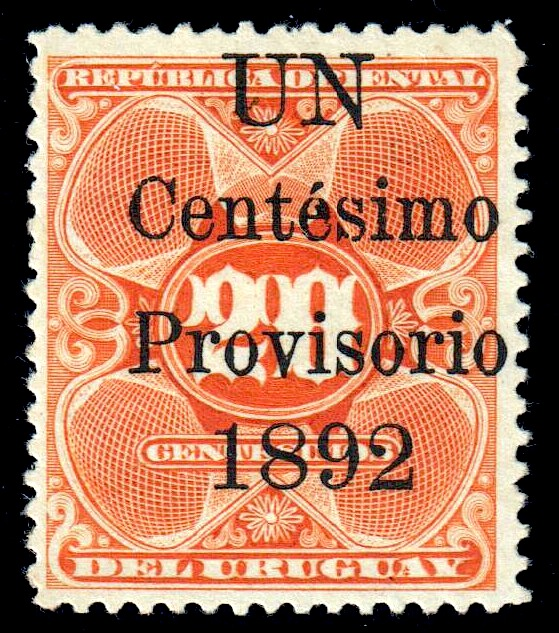
Надпечатка 1892 года для нового номинала в 1 сентесимо на марке в 20 сентесимо из выпуска 1889—1901 годов (Sc #100)

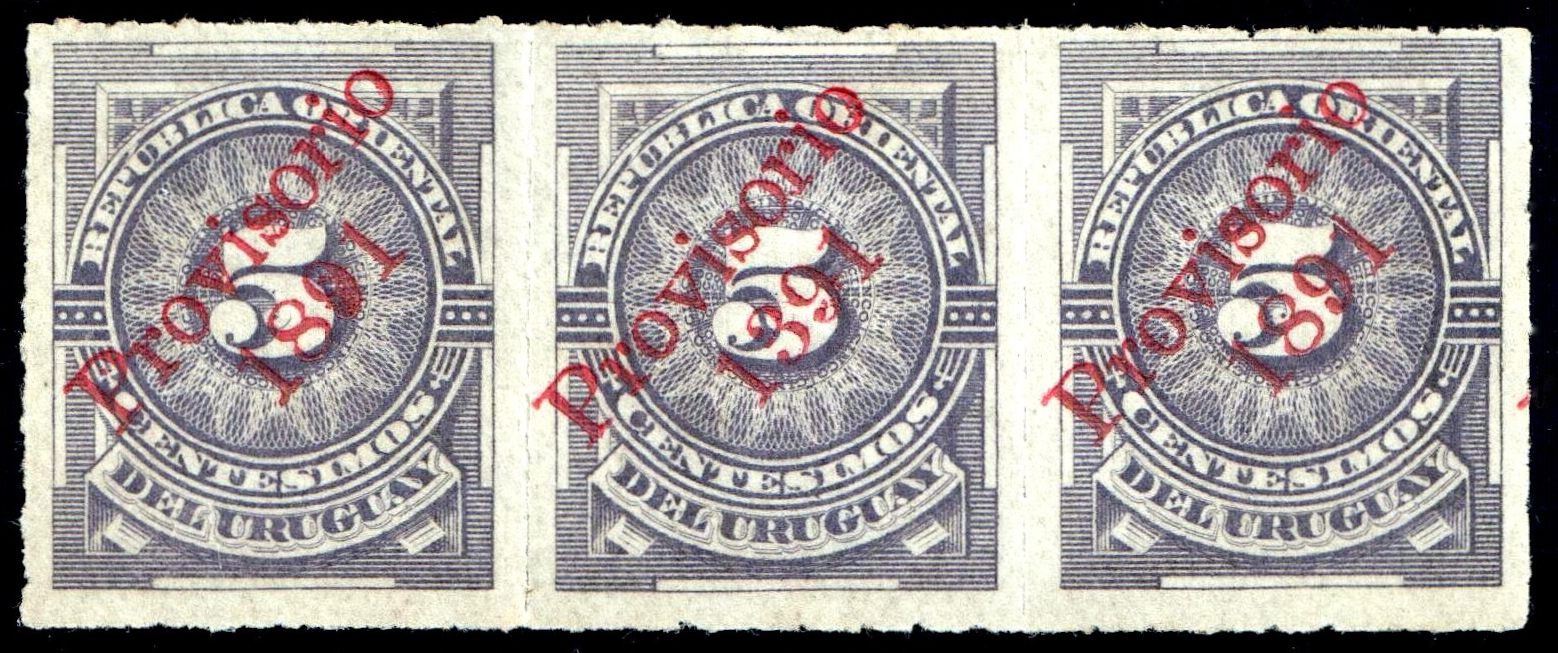
Полоска из трёх марок, с ошибочной надпечаткой «Provisorio / 1391» вместо «Provisorio / 1891» на средней марке(Sc #99a)

Обычные почтовые марки надпечатывались также для указания их специального назначения: предназначенные для авиапочты, служебной почты, экспресс-почты, доплаты или газет.

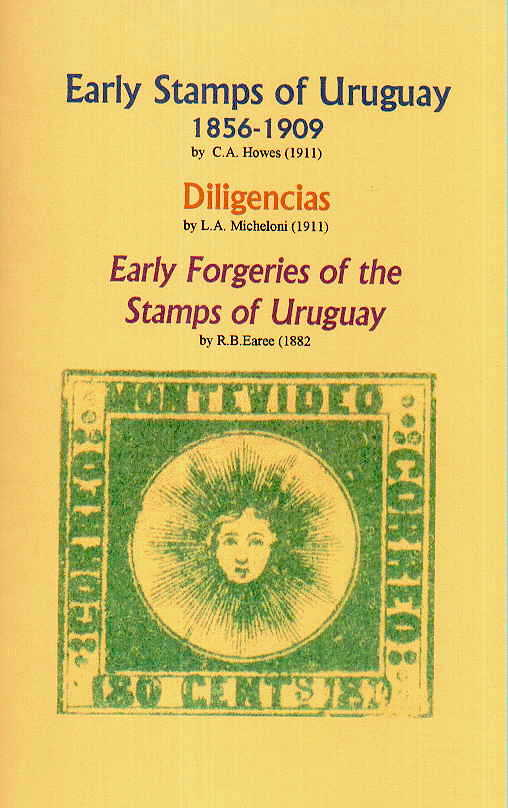
Сборник статей по ранним почтовым маркам Уругвая и их подделкам

## Другие виды почтовых марок

### Авиапочтовые
Первые авиапочтовые марки были изданы в Уругвае в 1921 году. Текст на этих марках гласил: «Correo aéreo» («Авиапочта»).

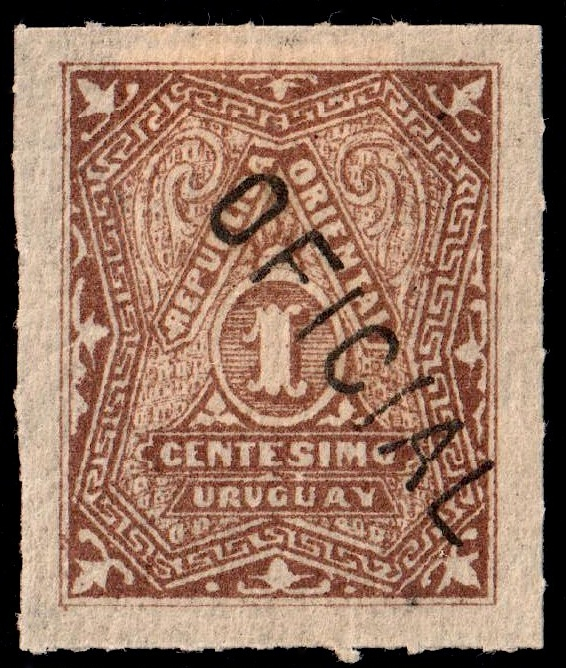
Служебная марка Уругвая, 1881(Sc #O6)

### Служебные
В 1880—1928 годах в обращение выходили служебные марки, на которых присутствовала надпись (в виде надпечатки): «Oficial» («Служебное»).
В 1937 году были эмитированы марки для служебной корреспонденции судебных властей.
В общей сложности было выпущено 142 служебные марки.

### Доплатные
В 1902—1942 годах издавались доплатные марки, которые имели надпись: «Tasa» («Доплата»). Всего эмитировано 30 доплатных марок.

### Посылочные
Марки для посылок употреблялись в Уругвае с 1922 года, и на них указывалось: «Encomendas» («Посылки»). Всего было произведено 94 посылочных (пакетных) марки.

### Спешные
Почтой Уругвая применялись также спешные марки с надпечаткой «Mensajerías» («Спешное сообщение»).

### Марки для писем с опозданием
В прошлом для писем, отправляемых после закрытия почтовых учреждений, то есть доставляемых с опозданием, были предусмотрены особые марки. Таковых в Уругвае за всю историю почтовых эмиссий было выпущено шесть марок.

## Почта иностранных консульств
Известно очень мало конвертов до 1872 года, адресованных на другой берег Атлантики, с наклееными на них уругвайскими почтовыми марками. Таково следствие незаконных действий консульств иностранных государств в Монтевидео, которые получали и отправляли почтовые отправления с помощью судов, плавающих под флагами их собственных государств, без какого-либо участия уругвайской почтовой службы. В Британском консульстве в Монтевидео в 1862—1872 годах использовались почтовые марки Великобритании, которые могут быть определены по наличию оттиска номерного (буквенно-цифрового) почтового штемпеля «C28».

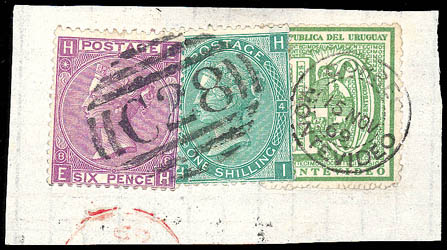
Вырезка с оттиском овального буквенно-цифрового почтового штемпеля «C28» британского почтового отделения в Монтевидео

Заграничная корреспонденция франкировалась почтовыми марками Уругвая с конца 1872 года, после так называемого почтового инцидента в Монтевидео, когда правительство ввело запрет на любую неуругвайскую почту на территории Уругвая.